# Mycetophila neoconstricta
Mycetophila neoconstricta är en tvåvingeart som beskrevs av Duret 1992. Mycetophila neoconstricta ingår i släktet Mycetophila och familjen svampmyggor. Inga underarter finns listade i Catalogue of Life.